# Ørnens død
Ørnens død (russisk: Гибель «Орла») er en sovjetisk film fra 1940 af Vasilij Sjuravljov.

## Medvirkende
- Nikolaj Annenkov som Fjodor Tjistjakov
- Viktor Gromov som Mikhail Gruzdev
- Sergej Stoljarov som Fjodor Tjistjakov
- Mikhail Trojanovskij som Ilja Svetlov
- Sergej Komarov